# Turó de la Roureda (Mura)
El Turó de la Roureda és una muntanya de 791 metres que es troba al municipi de Mura, a la comarca catalana del Bages.